# Sylvain Armand
Sylvain Armand, född 1 augusti 1980 i Saint-Étienne, Frankrike, är en fransk före detta fotbollsspelare som senast spelade för franska Rennes. Han representerade även Clermont, Nantes och Paris Saint-Germain.